# Amalia Lacroze de Fortabat
María Amalia Sara Lacroze de Fortabat (Buenos Aires, 15 de agosto de 1921-Buenos Aires, 18 de febrero de 2012), más conocida como Amalita Fortabat, fue una prominente empresaria, filántropa, mecenas y coleccionista de arte argentina. Como dueña de la empresa Loma Negra fue, durante años, la persona más rica de la Argentina.
Fue la creadora de la Fundación Teatro Colón y la Fundación Amalia Lacroze de Fortabat, que donó más de cuarenta millones de dólares a organizaciones de caridad en Argentina entre 1976 y 2012. El presidente Carlos Menem la nombró presidenta del Fondo Nacional de las Artes en 1992 y embajadora plenipotenciaria del país en 1999. El Museo Fortabat, inaugurado en 2008 en Puerto Madero, alberga su colección de arte privada, que incluye obras de J. M. W. Turner, Andy Warhol, Raúl Soldi, Antonio Berni, Guillermo Roux, Benito Quinquela Martín, Pedro Figari y Salvador Dalí, entre otros.
Durante su juventud, Amalia se convirtió en un ícono de la moda de la sociedad, y participó en diversas obras benéficas. En 1942 se casó con el abogado Hernán de Lafuente, con quien tuvo a su única hija, María Inés de Lafuente. Tras un largo proceso de divorcio, volvió a contraer matrimonio en 1955 con el fundador de la empresa cementera Loma Negra, Alfredo Fortabat, a quien acompañó en sus viajes de negocios al extranjero durante las décadas de 1950 y 1960.
Luego de enviudar en 1976, Lacroze heredó una de las mayores fortunas del país y se hizo cargo de la dirección de la empresa. En apenas tres años triplicó el patrimonio de Loma Negra y pasó a convertirse, según la revista Forbes, en la mujer más rica de la Argentina, con una fortuna calculada en 1800 millones USD. En 2005, afectada por la crisis económica de 2001, vendió Loma Negra al grupo brasileño Camargo Corrêa por 1000 millones USD.

## Biografía

### Orígenes y familia
Nacida en el seno de una familia conservadora, Amalia Fortabat era hija del médico Alberto Daniel Lacroze y de Amalia Reyes. Su madre era sobrina bisnieta del presidente uruguayo Manuel Oribe, y su padre había sido discípulo del médico Gregorio Aráoz Alfaro. El abuelo paterno de Amalia, Juan Alejandro Lacroze, fue miembro de la Asociación Médica Argentina y fundador del Instituto de Traumatología y Radiología, centro que tuvo gran influencia sobre su hijo Alberto que, luego de especializarse en enfermedades de la nutrición y diabetes, publicó su libro Elegías (1915), con una dedicación a José Ingenieros. Él contrajo matrimonio con Amalia Reyes en 1915, el mismo día en que publicó su tesis doctoral. A lo largo de su vida, Alberto Lacroze fue parte de la plantilla de autoridades del Hospital Fernández y del Hospital de Clínicas, catedrático de la Universidad de Buenos Aires, uno de los fundadores del Partido Demócrata Progresista y autor de un libro de poemas titulado El viaje inútil (1917).
Los tíos abuelos de Amalia, Julio Alberto y Federico Lacroze, fueron pioneros en la apertura de varias líneas de tranvías tirados por caballos en la ciudad de Buenos Aires, en particular Federico, que estableció la primera línea de tranvías en Buenos Aires en la década de 1880. Julio, por su parte, fue ingeniero militar en el cuerpo del ejército que comandó Wenceslao Paunero en 1867 en la campaña contra el caudillismo de las provincias y formó parte de numerosas instituciones científicas y comerciales.

### Infancia y primeros años

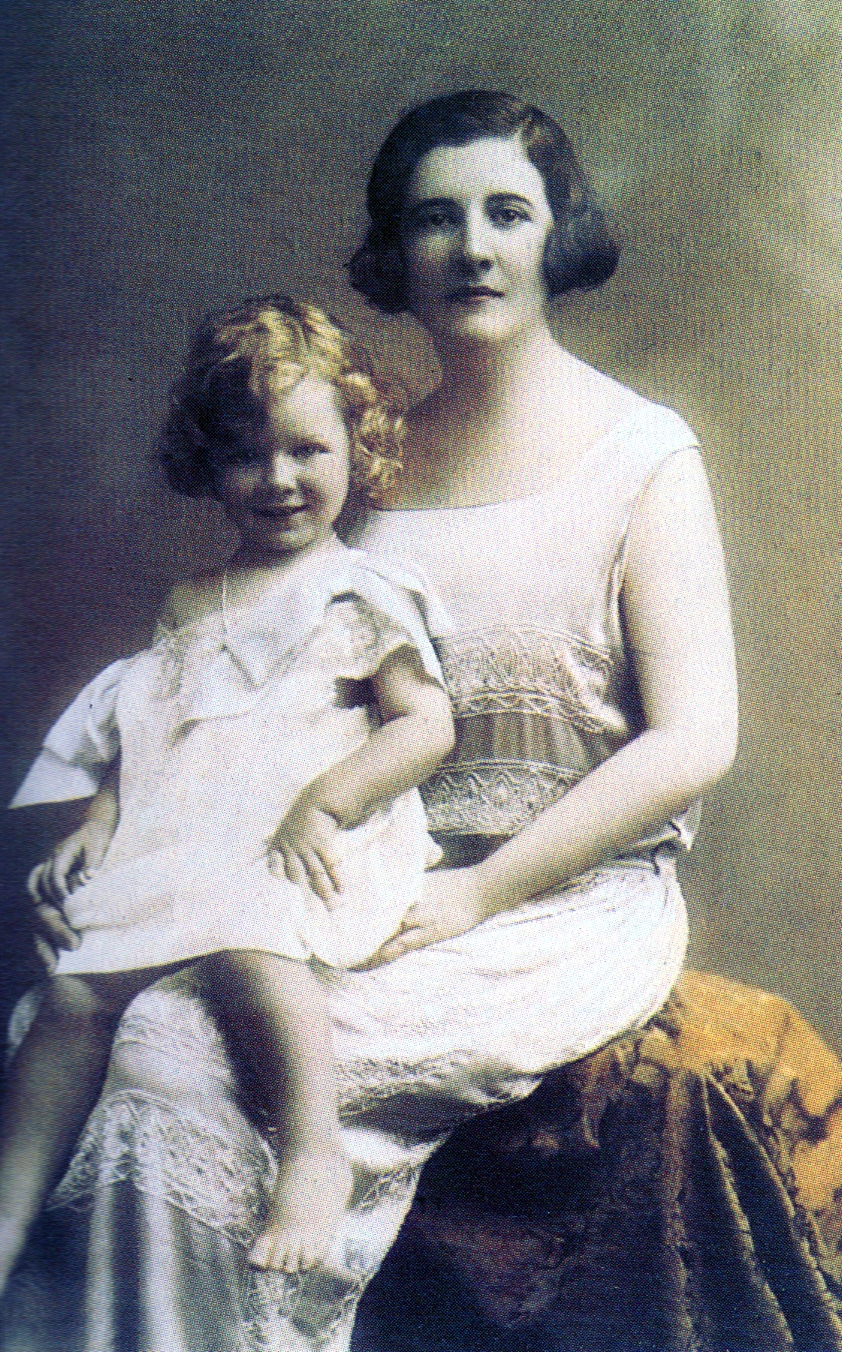
Amalia Lacroze y su madre c. 1923.

María Amalia Sara Lacroze nació en 1921 en una casona ubicada sobre la calle Rodríguez Peña y Charcas —luego Marcelo T. de Alvear— del barrio de Recoleta, Ciudad de Buenos Aires. Desde pequeña fue llamada por su diminutivo, «Amalita», para diferenciarla de su madre. Sus otros hermanos fueron Alberto Juan «Bebe» (1928-1979) y Sara Josefina (n. 1924).
De acuerdo a Amalia, al cumplir un año la familia se trasladó a París, donde habría aprendido su primer idioma, el francés. A pesar de sus afirmaciones, las guías locales y demás documentos de la época no lograron verificar el viaje, de modo que es probable que la familia nunca abandonara su vivienda de Capital Federal, excepto durante las vacaciones. Su segundo idioma fue el inglés y por último, el español. Amalia realizó sus estudios primarios en la Escuela Superior de Niñas Onésimo Leguizamón, y en su adolescencia concurrió durante cuatro años al Colegio Esclavas del Sagrado Corazón de Jesús, una institución franco-española de monjas. Su deseo de estudiar medicina al igual que su padre fue rápidamente aplacado por su familia: «¡Se horrorizaron de sólo pensar que iba a ver cuerpos desnudos de hombres muertos!», manifestó. De todos modos llegó a ejercer esporádicamente como enfermera en un hospital para mujeres.
Durante su juventud, especialmente a partir de su presentación en sociedad en 1939, asistió con frecuencia a cenas de beneficencia, desfiles de caridad y celebraciones en salones de lujo. Se destacó particularmente durante una fiesta benéfica del desfile Vanity Fair y en un ballet dirigido por la coreógrafa Biyina Klappenbach en el Hotel Alvear en busca de fondos para las Obras de Protección Social. El espectáculo fue tan exitoso que fue representado de nuevo, pero sin público a pedido de la revista El Hogar en la residencia de Adelia María Harilaos de Olmos. La columnista Josefina Vivot Cabral había publicado con poca anterioridad que «la juvenil personalidad de Amalia Lacroze Reyes imprime a su colección una gracia extraordinaria y sus modelos la sobriedad que realza su esbeltez».

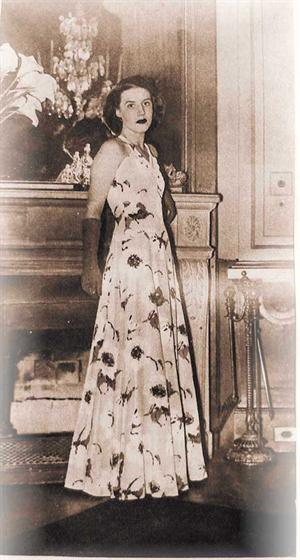
Amalia Lacroze en 1939, cuando era un ícono de la moda.

En 1941, convertida en un ícono de la moda de la alta sociedad junto con su hermana Sara, se comprometió con el abogado Hernán de Lafuente Sáenz Valiente y ambos asistieron a una función organizada por una comisión fundada por Adela Leloir Unzué de Rodríguez Larreta para colaborar con pobres del norte argentino. Paralelamente, concurrió con su madre y su hermana a una gala a beneficio del Patronato de Leprosos en el Teatro Politeama y al discurso ofrecido por Walt Disney en su visita a la Argentina. En septiembre de 1942, contrajo matrimonio con de Lafuente durante una ceremonia que el diario La Nación calificó como «brillante... [congregó] a una buena parte de nuestra sociedad representativa, donde los novios cuentan con extensas vinculaciones». Dos días después ambos partieron de luna de miel a Estados Unidos, y en 1944 nacería su única hija, María Inés, que les dio a su vez tres nietos.

### Matrimonio con Alfredo Fortabat
Lacroze y Alfredo Fortabat se conocieron en agosto de 1941 cuando asistieron a una función de caridad en el Teatro Colón con el fin de ayudar a familias pobres del norte de la Argentina. Luego de comprometerse, Lacroze y de Lafuente fueron invitados por Alfredo Fortabat a navegar por Tigre en su yate personal, aunque algunas fuentes indican que era propiedad de Jorge Saint. Al momento de su boda en 1942, Fortabat admitió: «No pude soportar ir a su casamiento» y en cambio, le envió una pulsera de oro de Ghiso, una de las joyerías más costosas de Buenos Aires. Mientras el matrimonio de Lafuente-Lacroze se hallaba de vacaciones en Europa en 1947, Fortabat, en ese entonces casado con Elisa Corti Maderna, los siguió sin que lo supieran. Durante una fiesta en París simuló encontrarlos casualmente y sacó a bailar a Lacroze y le confesó su amor. En 1948, la esposa de Fortabat, enterada de la aventura amorosa de su marido, contrató un abogado para embargarle los bienes en común, pero se enteró de que no había ninguna posesión a su nombre debido a un traspaso de acciones fraudulento efectuado por su esposo. Como consecuencia de la estafa, la fortuna construida junto a Corti Maderna quedó destinada a Lacroze. Para fines de año, luego de un viaje alrededor de Francia, Italia y la región del Egeo, Lacroze generó un escándalo en la clase alta porteña al separarse de Lafuente. De nuevo en Buenos Aires, le pidió el divorcio a su marido y paralelamente Fortabat ejecutó lo mismo con Corti Maderna, con quien nunca había tenido hijos.
En 1954, durante el segundo mandato de Juan Domingo Perón, el Congreso de la Nación aprobó la Ley 14394 que permitía rehabilitar la capacidad nupcial de los divorciados. Fortabat y Lacroze se casaron en junio de 1955 en el Registro Civil de Buenos Aires, convirtiéndose en la sexta pareja argentina divorciada en contraer matrimonio en segundas nupcias. La ceremonia de carácter privado fue el primero de los cinco casamientos que el matrimonio realizó para reafirmar su amor a lo largo de su vida. Su luna de miel consistió en un recorrido por Uruguay, México, Paraguay, Nueva York, Los Ángeles, San Francisco, París, Grecia y Egipto. Lacroze recordó años después que cuando contaba con catorce años una gitana le había predicho: «Te vas a casar con un maharajá».

#### Labor social en Olavarría

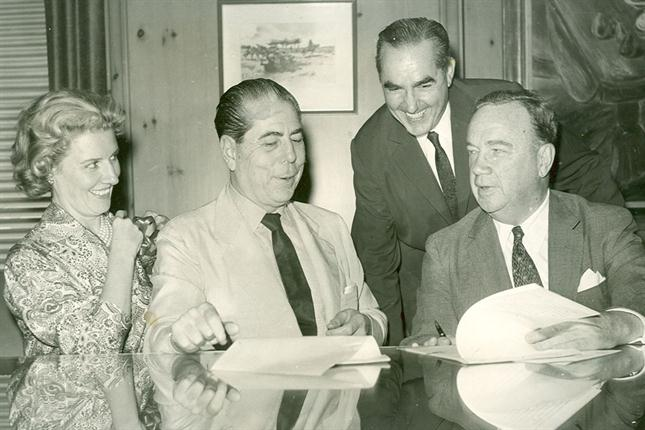
Amalia Lacroze junto a su marido y otros empresarios en 1959.

La facilidad de Lacroze para hablar varios idiomas y su sociabilidad le permitieron ser una compañera frecuente en los viajes de negocios de Fortabat al extranjero. Su empresa Loma Negra, fundada en 1926, se convirtió en la líder de la producción de concreto en Argentina durante las décadas de 1950 y 1960. Lacroze luego definió ese momento de su vida como la «Belle Époque». Su primera obra importante en Olavarría, donde se hallaba la sede de Loma Negra, consistió en hacerse cargo del jardín maternal para los hijos de los empleados de la empresa de su marido. Se encargó de equiparlo y mantenerse al tanto de la evolución de los sesenta niños que albergaba, incluyendo tres con discapacidad mental. En caso de que alguno de los infantes enfermara, Lacroze lo acompañaba personalmente al hospital.
Para principios de los años 1960, opinaba sobre el futuro de la fábrica, participaba en operaciones y realizaba sugerencias sobre el desarrollo industrial y la acción social. Supervisó personalmente la construcción de la Parroquia Santa Elena en la Villa Alfredo Fortabat de la localidad de Loma Negra, con ayuda de los arquitectos Jorge de la María Prins y José Olivera. Por pedido de Lacroze, en marzo de 1963 Fortabat donó una propiedad a Olavarría para establecer la Escuela Nacional de Educación Técnica n.º 1 «Luciano Fortabat», a cuya ceremonia de inauguración concurrieron funcionarios municipales, provinciales y varios del gabinete nacional. Poco después, convenció a su esposo de donar su casa natal en Azul para convertirla en una escuela de arte.

### Tras la muerte de Fortabat

#### Nueva presidente de Loma Negra
El 19 de enero de 1976 Alfredo Fortabat falleció a los ochenta y un años a causa de un accidente cerebrovascular. Tras un reclamo judicial iniciado el 3 de febrero por Lacroze, ella heredó sus bienes en una suma millonaria que incluía:
- 23 terrenos equivalentes a 160 000 hectáreas con 170 000 cabezas de ganado.
- Una finca de 160 hectáreas en Middleburg, Virginia (Estados Unidos).
- Cinco empresas cementeras.
- Un dúplex sobre Avenida del Libertador, una casa en San Isidro, una casona en Mar del Plata, el edificio donde se hallaba la sede de Loma Negra en Diagonal Norte 634 y un dúplex en el hotel The Pierre en Nueva York.
- Un avión Lear Jet, un avión Beechcraft 90, un helicóptero Hughes 500, un barco y varios automóviles.
- Obras de arte, una emisora radial y una planta de inseminación artificial de ganado.[37]

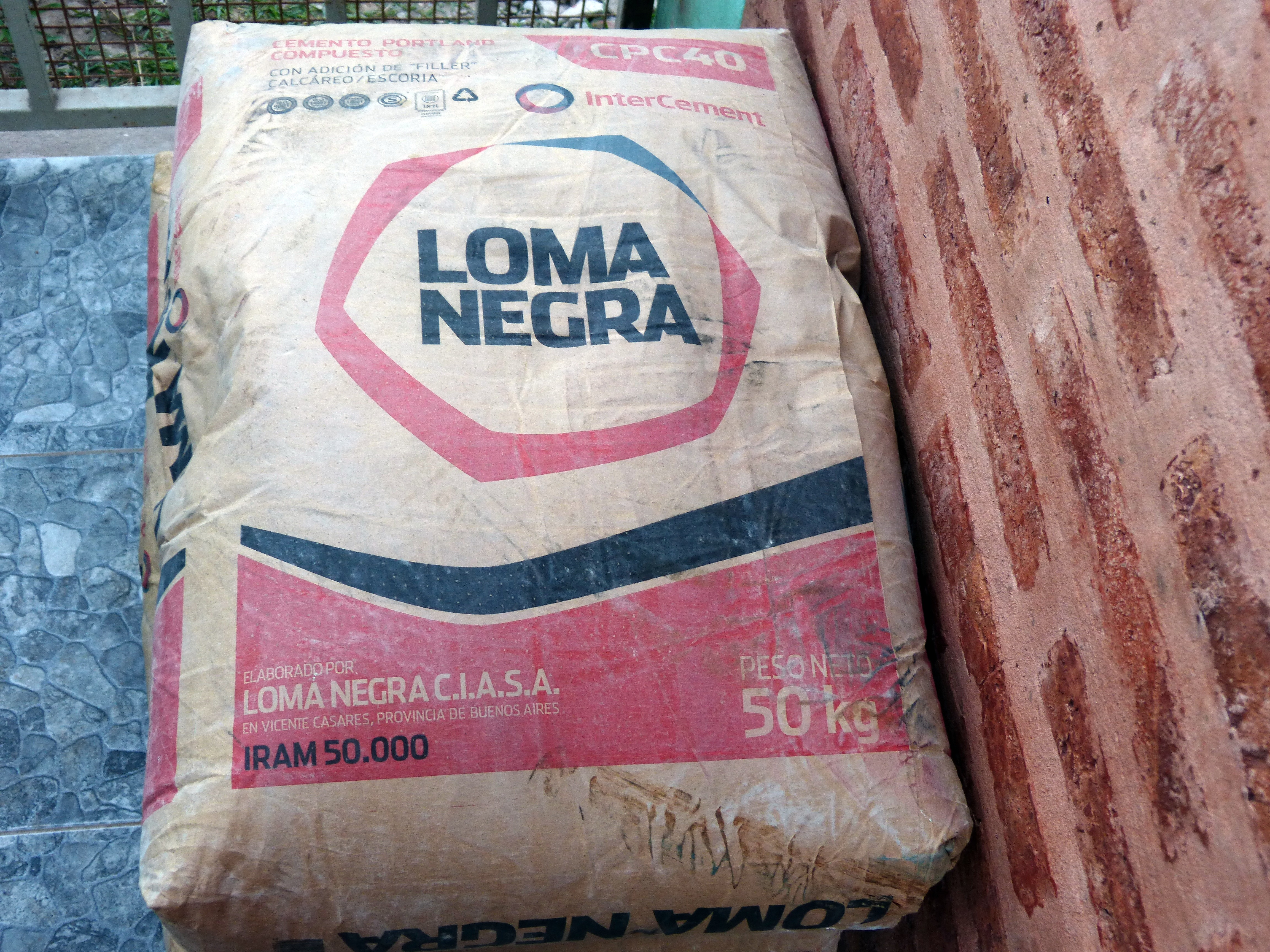
Bolsa de cemento de Loma Negra.

En tan solo tres días Lacroze pasó a ocupar el cargo de presidenta de Loma Negra. Mantuvo el luto durante cinco meses y en agosto de 1976 fue partícipe del cortejo que trajo de regreso los restos de su esposo a un mausoleo particular de Loma Negra. La empresaria no volvió a casarse, aunque fue relacionada sentimentalmente con los actores Juan José Camero y Alberto de Mendoza, el cantante Palito Ortega y durante años con el coronel retirado Luis Prémoli. Una entrevista de la revista Gente titulada «Una mujer argentina al frente de un imperio» aseguró que Lacroze «se levantaba a las siete de la mañana y terminaba de trabajar a las ocho y media de la noche». Para aquel momento su patrimonio económico contaba con 5000 empleados y una producción de cemento de 200 000 bolsas diarias además de 1000 toneladas de cal, 3000 toros de raza y 6000 vacas Aberdeen Angus por año.

Yo trabajé con mi marido, pero muy poco. Cuando él se fue, a mí se me cayó todo encima. Así que me puse a trabajar como si entendiera de todo. Y al final entendí. Entendí muy bien.
Amalia Lacroze de Fortabat.

#### Principal beneficiaria del Estado

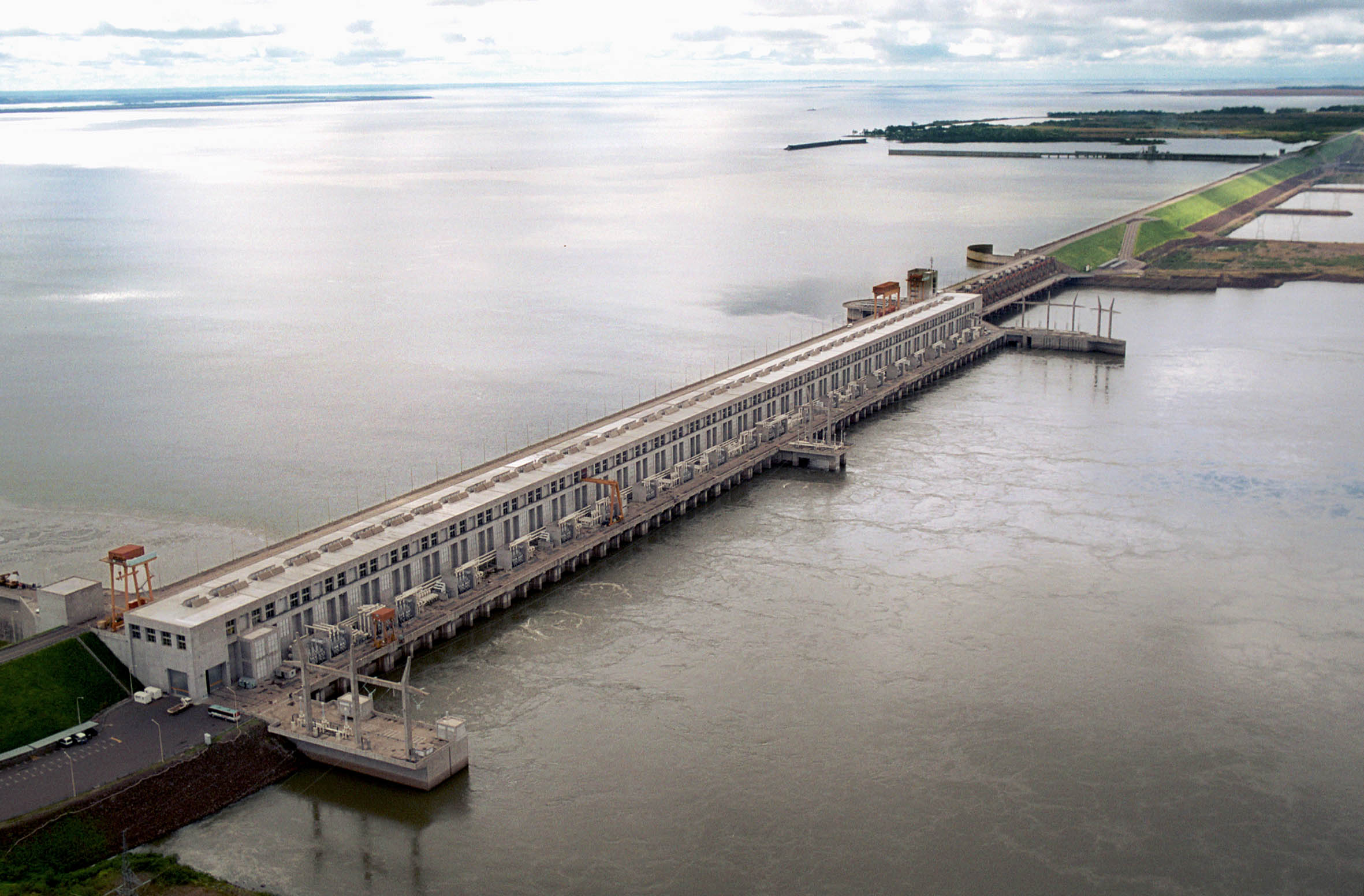
Represa de Yacyretá.

Aparte de recibir cinco establecimientos con Loma Negra —Olavarría, Barker, El Alto, San Juan y Zapala— en distintas provincias, abrió una molienda en la Isla Yacyretá, compró la fábrica Corcemar en el pueblo de Pipinas e inició los planes para la construcción del embalse Piedra del Águila sobre el río Limay. También se ocupó del proyecto del Puente Internacional San Roque González de Santa Cruz y en octubre de 1976 proporcionó la financiación necesaria para que el Estado construyera el puente Conmemoración del Sesquicentenario de la Revolución de Mayo, que cruza la avenida Figueroa Alcorta y une el Museo Nacional de las Bellas Artes con la Facultad de Derecho en Buenos Aires.
En 1977 Lacroze fue calificada por la revista de interés general Gente como una de las mujeres más influyentes de su país junto a Mirtha Legrand y Ernestina Herrera de Noble. A lo largo de la década de 1970, adquirió una notable popularidad y fue citada en portada en múltiples ocasiones por medios gráficos de la Argentina.
Lacroze mantuvo continuamente una relación sobresaliente con los gobiernos nacionales, incluyendo el que encabezó la última dictadura militar. En 1977 el gobierno militar sancionó el Código de Planeamiento Urbano y la Ley de Ordenamiento Territorial y Uso del Suelo, que planteaba normas para la edificación. En ese momento, Loma Negra fue la elegida para suministrar cemento en el megaproyecto de obras públicas —plazas, represas, autopistas y estadios— iniciado por el gobierno de facto. Un año después, el ministro de Economía José Martínez de Hoz introdujo la «tablita», un sistema de «minidevaluaciones» anunciadas que permitía prever con precisión el valor del dólar diariamente, y lanzó un programa de beneficios y exención de impuestos a los parques industriales. El régimen de inflación alta —que alcanzó el 176 % en 1977— originó un endeudamiento externo de la economía argentina y los antiguos sectores favorecidos fueron reemplazados por otros nuevos. Los grandes beneficiarios de ese cambio estructural fueron las empresas contratistas del Estado y los sectores financieros concentrados con base multinacional. Bajo esas circunstancias, en 1978 la producción de cemento superó las 6,3 millones de toneladas y acrecentó la prosperidad de Loma Negra.
En abril de ese año, Lacroze donó a la comunidad de Villa Cacique una estación de tren ubicada en el kilómetro 404 del Ferrocarril Roca que recibió el nombre de «Alfredo Fortabat», cerca de localidad de Barker, donde se halla una de las fábricas de Loma Negra.

#### Fundación Amalia Lacroze de Fortabat
El 23 de octubre de 1976 inauguró la Fundación Alfredo Fortabat y Amalia Lacroze de Fortabat, renombrada en 1988 a Fundación Amalia Lacroze de Fortabat. La misma tiene como fin «promocionar, incursionar y realizar todo tipo de obras o iniciativas de carácter educacional, cultural, artístico, benéfico, social, deportivo o filantrópico y todo aquello que beneficie directamente al bien público además de la promoción de la investigación científica». Su área de trabajo abarca actividades incluso fuera de la Argentina y otorga becas a establecimientos secundarios, universidades, individuos internados en hospitales y enfermeras. Desde su creación lleva donados más de 40 millones de dólares en subsidios a hogares infantiles, escuelas argentinas, centros culturales, fundaciones de carácter benéfico y damnificados por inundaciones.
Según cifras propias del listado de donaciones de la fundación entre 1986 y 1991, se beneficiaron veintiún centros médicos de la ciudad de Buenos Aires, doce del Gran Buenos Aires y otros varios en Santa Fe, Catamarca, Tucumán, La Rioja, Santa Cruz, San Juan y Neuquén. La institución brindó también apoyo para trasplantes de órganos, intervenciones quirúrgicas y tratamientos médicos especializados en el país y el exterior en 54 ocasiones, fortaleció establecimientos educativos en otras 144 oportunidades, donó ocho viviendas —la mayoría destinadas a familias de militares muertos o heridos en el copamiento del cuartel de La Tablada— y realizó 181 colaboraciones con instituciones religiosas, entidades de bien público y organismos de protección. Mantiene económicamente a comedores localizados en La Matanza, Berazategui, Sarandí y Gregorio de Laferrere, además de ofrecer un plan de ayuda consistente en becas, subsidios, atención médica y viviendas para excombatientes de la Guerra de las Malvinas. Por medio de la fundación se llevó a cabo la construcción del Pabellón de Pediatría del Hospital Municipal Coronel Olavarría y la renovación del equipo para tratamiento de radioterapia del Hospital de Oncología Luciano Fortabat.
En 1988 la labor de la fundación se vio galardonada con el premio Konex de Brillante. También recibió galardones como La Rueda Rotaria del Rotary Club de Buenos Aires (1989), la Medalla de Misiones Rurales (1994), una distinción de la Escuela Europea de Oncología (2000) y otra del Instituto de Conservación de la Ballena Franca y Protección de la Península de Valdés (2000). El centro de pediatría que lleva el nombre de Lacroze, construido en 1994 como obra de su fundación, es el mayor ámbito asistencial para niños del centro de la provincia de Buenos Aires.

#### Premios Fortabat
En noviembre de 1984 la fundación entregó por primera vez los premios Fortabat a la pintura y la escultura. En ocasión de la primera entrega, 1200 artistas se presentaron como candidatos, pero solo 96 fueron seleccionados como finalistas. La celebración de la entrega se llevó a cabo en el Museo Nacional de Bellas Artes y los ganadores fueron Ernesto Deira y Juana Heras Velasco, que obtuvieron 5000 dólares cada uno. Al notar que una de las nominadas, Marta Minujín, no había recibido ningún premio, Lacroze la hizo acreedora de una mención especial y 2500 dólares ad hoc. Más tarde, Minujín declaró: «Cuando vio que no había ganado ningún premio, Amalita le dio un golpecito a mi escultura y dijo: «Yo invento un premio y le compro la escultura». La artista le vendió su obra a la empresaria y esta luego ordenó reversionarla en bronce bajo un costo de 100 000 dólares para colocarla en la parte externa de su colección pública.
En 1985 comenzaron a entregarse los premios Fortabat a la literatura. La novela galardonada en primer lugar fue Tejiendo agua, de Leopoldo Brizuela, mientras que en el rubro de poesía los premiados fueron Alberto Girri y Enrique Molina y en la categoría cuentos, Jorge Masciangioli. Los ganadores se alternaban entre artistas consagrados y otros desconocidos. En 1987, por ejemplo, el maestro de escuela salteño Carlos Jesús Maita obtuvo el primer premio por encima de la reconocida poeta Olga Orozco.
En 1996 los premios Fortabat de literatura dejaron de entregarse debido a una polémica surgida en torno a la novela ganadora de ese año, El anatomista, de Federico Andahazi. Lacroze se sintió sumamente molesta luego de que el jurado premiara un libro que contaba la historia del médico que descubrió el clítoris y definió a la obra como «obscena y pornográfica». Un día antes de la entrega de premios, Lacroze ordenó cancelarla y seis días después publicó un aviso en un diario aclarando que el discernimiento del Premio Joven Literatura 1996 había sido realizado sin la participación de las autoridades de la fundación y que si bien cumpliría con las decisiones del jurado, no compartía el criterio del mismo, ya que la obra seleccionada «no contribuía a exaltar los valores más elevados del espíritu humano, que es la finalidad que la determinó a establecer estos concursos culturales».
Andahazi llegó a estar convencido de que dos hombres dentro un vehículo vigilaban su vivienda y posteriormente comentó: «Tenía la impresión de que estaba enfrentado con la mujer más poderosa de la Argentina. Y era embajadora. Se sentía muchísimo la presión». A pesar de no haber recibido el premio, Andahazi obtuvo el cheque de 15 000 dólares que acompañaba al galardón. La Editorial Planeta contrató el libro e intentó darlo a conocer, pero Andahazi se negó a permitirlo durante cuatro meses, hasta que se disipase la controversia. Lacroze intentó comprar los derechos para evitar su publicación, pero la editorial rehusó vendérselos. Finalmente, la editorial estadounidense Doubleday contrató los derechos en inglés de la novela por 200 000 dólares, una de las cifras más altas pagadas por una obra latinoamericana. The New York Times publicó un artículo en el que escribió que «Amalita ve a la novela como un libro obsceno y mediocre, que incluye un lenguaje vulgar, y no está de acuerdo con el voto del jurado». La primera edición del libro de 8000 ejemplares se agotó en un día. Para 2013, había superado las setenta ediciones y había sido traducido al ruso.

### Década de 1980

#### Inundación de Olavarría
El 26 de abril de 1980, los habitantes cercanos al arroyo Tapalqué sufrieron cortes de luz y teléfono como consecuencia de una severa inundación y solicitaron ayuda por medio de LU32 Radio Coronel Olavarría. La radio se vio impedida de continuar con sus transmisiones el segundo día después del fenómeno meteorológico. Al tercer día las inundaciones alcanzaron a Olavarría y gran parte de la ciudad quedó bajo más de tres metros de agua. Cuando 500 000 mil hectáreas fueron anegadas a causa de la inundación, Lacroze autorizó la utilización de camiones volquete para ser trasladados a la ciudad y colaborar en el rescate de los inundados en colaboración con el cuerpo de bomberos. Los damnificados fueron recibidos de forma distribuida en la Villa Alfredo Fortabat, el Club Loma Negra, diversas instituciones educativas, la sacristía de la parroquia Santa Elena y el camping del cerro Luciano Fortabat. Sin embargo, 1500 personas quedaron sin resguardo y debieron distribuirse en casas particulares, incluyendo la estancia San Jacinto de Lacroze.
Cumplió un rol fundamental durante la inundación de Olavarría en 1980, ya que los camiones de su empresa encargados del transporte de la piedra caliza fueron los únicos medios por los que se logró rescatar a las familias perjudicadas por el aluvión. Lacroze distribuyó colchones, frazadas, ropa y alimentos, adoptando una posición similar a la del Estado. Las consecuencias fatales fueron ocho muertos y un desaparecido; sin embargo, el riesgo epidemiológico era tan grande que debió enviar ocho mil vacunas inmediatamente.
Un mes después de la tragedia, Loma Negra y el resto de las cementeras de la zona se enfrentaron con la municipalidad debido a la intención del Estado de incrementar el impuesto a la piedra, el cual era altamente cuestionado por los grupos privados. Lacroze mantuvo una reunión con el gobernador Alfredo Saint-Jean y llegó al acuerdo de paralizar el impuesto que entonces alcanzaba el 2 % por la extracción de un recurso limitado como la piedra bajo el argumento de la necesidad de dinero para la reconstrucción de la ciudad.
En septiembre de ese mismo año, 409 casas y 40 locales comerciales pertenecientes a la fábrica fueron transferidos a damnificados de la inundación y trabajadores de la empresa. Al mismo tiempo, Lacroze propuso planes de pagos, créditos y beneficios, y otorgó 46 852 metros cuadrados edificados en 78 hectáreas de la Villa Alfredo Fortabat. Mantuvo una postura similar durante la Guerra de las Malvinas cuando decidió participar del ciclo benéfico Las 24 horas de las Malvinas y contactarse mediante carta con 57 soldados para transmitirles su apoyo. Finalizado el conflicto bélico en 1982, financió personalmente la recuperación y la mejora de las condiciones de vida de los combatientes, además de efectuar visitas periódicas a los hospitales donde se hallaban ingresados y mantenerse al tanto de sus evoluciones en compañía de la presidenta de la Liga de Amas de Casa, Lita de Lázzari.

#### Crecimiento de Loma Negra y El Alto de Catamarca
En 1980, el ministro Martínez de Hoz decretó un aumento del 20 % para el valor del cemento. Según los balances de ese año, Loma Negra obtuvo una ganancia de 160 millones de dólares, lo que acrecentó en un 25 % la fortuna de Lacroze. Para ese entonces, había logrado triplicar el patrimonio de la empresa en comparación con el de 1975 gracias a acuerdos entre Loma Negra y el gobierno. La producción cementera había alcanzado las 7 132 670 toneladas, cifra que no fue superada hasta 1999. La empresa fue beneficiada aún más luego de que el gobierno tomara la medida de hacerse cargo de las deudas de corporaciones privadas, de modo que compañías como Loma Negra quedaron liberadas de las obligaciones contraídas con acreedores internacionales.
En noviembre de 1981, instauró una planta cementera modelo en la provincia de Catamarca llamada «El Alto» gracias a una ley de promoción industrial que constaba en una desgravación del impuesto a capitales por diez años y exención de derechos de importación por 23 millones de dólares. Las obras de construcción habían sido pausadas en 1977 luego de que la zona fuera declarada en peligro sísmico y la planta se viera obligada a dotar una serie de medidas extra de seguridad. Sobre las circunstancias en las que se debatía el proyecto, Lacroze comentó que «en momentos en que muchos me decían que no fuese tonta, que sacara el dinero del país, yo lo reinvertí en Catamarca. Fue un desafío y una apuesta a lo nacional, y no me equivoqué… es la fábrica que empecé y terminé yo sola después de la muerte de Alfredo». El Alto significó la primera fábrica impulsada sin ayuda de su marido y su inauguración congregó a 1000 personas entre obreros, familiares, autoridades, profesionales y vecinos regionales. Poco después, Lacroze donó a la provincia de Catamarca la Escuela n.º 333, la cual definió metafóricamente como «el hijo que no tuve».

#### Club Social y Deportivo Loma Negra

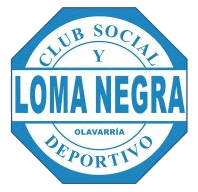
Logo del Club Social y Deportivo Loma Negra.

En 1929 la empresa había creado un pequeño equipo de fútbol con el fin de que los empleados de la misma practicaran un deporte en grupo y se divirtieran en los tiempos libres en la Liga de Olavarría. A principios de la década de 1980 Lacroze comenzó a contratar a futbolistas reconocidos y a incrementar la infraestructura y organización del club. Fueron seleccionados jugadores tales como Carlos Squeo (Racing), Ricardo Lazbal (River Plate), Jorge Vázquez (Atlanta), Osvaldo Gutiérrez (Vélez Sarsfield) y Mario Husillos (Boca Juniors). Rápidamente ascendieron al Torneo Regional en la Copa Adrián Beccar Varela y participaron del Nacional de Primera.
En el Torneo Nacional de 1981, de la Primera División del fútbol argentino, Loma Negra obtuvo el tercer puesto por detrás de Ferro Carril Oeste y River Plate, y por encima de Talleres de Córdoba. En 1983 el club quedó eliminado por Racing en los octavos de final del Torneo Nacional. Su delantero, Armando Husillos, fue el máximo goleador del certamen deportivo con 11 goles.
Luego de quedar fuera del Torneo Nacional por diferencia de gol, Valentín Suárez, expresidente de la AFA y asesor de la empresaria, convenció a Lacroze de ceder sus jugadores para representar a Olavarría en el Campeonato Argentino. El 17 de abril de 1982, apenas iniciada la Guerra de las Malvinas, Lacroze logró contratar a la selección nacional de la Unión Soviética para disputar un partido en Olavarría luego de que esta empatara 1-1 durante un evento amistoso con Argentina. La empresaria pagó 30 000 dólares por el equipo soviético, a pesar de que la recaudación fue de 12 000 dólares. El partido se disputó en el estadio «Ignacio Zubiría» de Racing de Olavarría, ya que el equipo de Lacroze no pudo utilizar su propia cancha a causa de un aforo insuficiente para satisfacer la demanda de entradas. Para ese entonces Loma Negra era dirigida por Rogelio Antonio Domínguez y sus máximas figuras eran Félix Orte, Armando Husillos y Osvaldo Rinaldi. Luego de una semana de entrenamiento en San Jacinto, Loma Negra ganó 1-0 con gol de Husillos. La victoria causó una gran controversia y la noticia llegó a varias partes del mundo, ya que la selección soviética llevaba dieciocho partidos sin perder, sumaba trece triunfos y cinco empates con cuarenta y tres goles a favor y solo diez en contra. A la salida del partido, el vicealmirante Carlos Alberto Lacoste aseguró que «el equipo mejoró mucho, me voy conforme» y a la semana siguiente, la publicación deportiva El Gráfico tituló: «Este 1 es buena nota». En Buenos Aires, clubes de relevancia se manifestaron ante la AFA acusando a Loma Negra de distorsionar el mercado con sueldos imposibles de igualar durante la crisis de la última dictadura militar. Lacroze y su equipo fueron parodiados por el director Enrique Carreras en la película Los fierecillos indomables (1982), con Alberto Olmedo y Jorge Porcel, en donde Lacroze aparece caracterizada por Beatriz Taibo como Margarita Fortaviene, la millonaria dueña del club de fútbol Loma Blanca.

Lacroze de Fortabat, ejecutivos y jugadores de Loma Negra con la copa ganadora de 1982.

El plantel llegó a contar con cincuenta jugadores profesionales cuando el promedio general de los clubes era de treinta. El masajista Rubén Pavone recordó que «había que estar atento porque de pronto [Amalia] te veía por ahí, preguntaba quién eras y chau. No te quería más». De hecho, la empresaria despidió al director técnico Domínguez luego de verlo con su camisa desabrochada gritándole a los futbolistas de Loma Negra. Con el paso del tiempo las inversiones y la motivación de los dirigentes por el crecimiento del equipo disminuyeron, por lo que Loma Negra regresó al fútbol amateur de Olavarría. En 2012, el periódico deportivo Olé trató de «intrascendente» al club en un aviso publicitario de El Gran DT, alegando que ya «no existía», lo que generó un pedido de desagravio por parte de los socios.

#### Presidencia de Raúl Alfonsín
El éxito del club Loma Negra elevó su popularidad notablemente, a tal punto que la UCR le propuso ser candidata a vicegobernadora en la provincia de Buenos Aires para 1983 por su ardua tarea social privada mediante la fundación. Lacroze rechazó la oferta, alegando que «como particular puedo hacer mucho más por mi país que como funcionaria». Su amigo Bartolomé Mitre, propietario de La Nación, aseguró que «Amalita tenía más para perder que para ganar siendo candidata. Yo creo que jamás lo hubiese hecho». En esa época, había solicitado un crédito de 25 millones de dólares con el fin de construir un hospital de niños en la ciudad que contara con 250 camas. Tres años antes había establecido una emisora propia, Albaram S.A., lo que la convirtió en la primera persona en fundar una radio personal desde la modificación de la regulación sobre radiodifusión efectuada por el gobierno militar mediante la ley 22285, por la cual podían acceder a las concesiones de frecuencias solamente quienes tuvieran fines de lucro. Su inauguración fue presenciada por el secretario de Información Pública, Oscar Pastor Magdalena, el presidente de COMFER, Rodolfo Feroglio, el intendente Carlos Portarrieu y demás autoridades militares locales.
Apenas iniciado el gobierno de Raúl Alfonsín, el sector del cemento sufrió una crisis aguda con los precios fijados por el Estado, que generó un estancamiento de la industria de la construcción. En 1980, la empresa había comerciado un promedio de 250 kilos de cemento por habitante y, entre 1977 y 1981, había llevado a cabo inversiones de 250 millones de dólares para reformar los hornos. Desde 1981, con los precios fijados por el gobierno nacional, la rentabilidad de Loma Negra declinó notablemente agravada por la reducción de la obra pública —que representaba el 30 % de la facturación de la empresa—. A partir de entonces, Loma Negra solo proveía cemento a las represas Yacyretá y Piedra del Águila.
El período de crisis surgido con el advenimiento de la democracia motivó una reunión en octubre de 1984 con el ministro de Economía Bernardo Grinspun con el fin de solicitar medidas paliativas. Al mismo tiempo, el diputado peronista Lorenzo Pepe impulsó una ley para entregar medallas a los excombatientes de la guerra de las Malvinas, la cual fue promulgada el 31 de octubre de 1984 y publicada en el Boletín Oficial el 9 de noviembre. Lacroze, al enterarse del proyecto, se contactó con Pepe y financió las 2000 medallas.
En 1985, fue invitada por el presidente estadounidense Ronald Reagan a una cena de honor en la Casa Blanca y ocupó la mesa junto al mandatario Alfonsín y el tenista Guillermo Vilas. En su libro 7 ministros, Ezequiel Burgo aseguró que el Plan Austral comenzó a gestarse en esa gira. Más tarde, Amalita asistió como invitada al ciclo televisivo Tiempo Nuevo con Bernardo Neustadt, donde se declaró «alfonsinista» y aseguró que «tiene en ellos un grupo de colaboradores brillantes». Si bien se negó a confirmar que iba a reunir a David Rockefeller con la Coordinadora radical, el encuentro se llevó a cabo poco después a instancias de Enrique Nosiglia. Con respecto al Juicio a las Juntas, Lacroze le declaró a Neustadt: «No entiendo por qué hay penas tan severas para los que fueron responsables, pero no para otros que pudieron cometer delitos. Los que fueron juzgados podrían ser responsables parciales, porque a lo mejor pasaban cosas que ellos no conocían».
Ese mismo año, Lacroze recibió la Orden de San Martín de Tours, la Legión de Honor y un premio de la Organización de los Estados Americanos. La OEA estableció una beca con su nombre para promover los estudios superiores de música. A finales de año fue entrevistada para Vanity Fair por el periodista Bob Colacello, quien la presentó como la «baronesa de la carne de Argentina». En el reportaje la empresaria declaró que «una mujer que trabaja es también una mujer que cuida la casa y se ocupa de que el champán esté frío y el aire acondicionado encendido». En octubre de 1986, Lacroze celebró el 60.º aniversario de Loma Negra con una fiesta de 1600 invitados en el Plaza Hotel. Entre los concurrentes estuvieron el dirigente de fútbol Julio Grondona, el premio Nobel Luis Federico Leloir, la actriz China Zorrilla, el ministro Bernardo Grinspun, el político Álvaro Alsogaray y su hija María Julia, el vicepresidente Víctor Martínez y el expresidente Arturo Frondizi.
Para fines de la década de 1980, el patrimonio de Loma Negra había alcanzado los ochocientos millones de dólares. Sin embargo, los últimos meses de la presidencia de Alfonsín fueron conflictivos: de acuerdo con la Asociación de Fabricantes de Cemento Portland, desde 1983 la industria producía al 50 % de su capacidad mientras que en 1985, por ejemplo, produjo al 38,2 %. Lacroze declaró que debió llevar a cabo suspensiones de personal y limitar la acción social de su fundación debido a que todas sus fábricas se hallaban paralizadas, con excepción de la de Olavarría. En 1989, Alfonsín adelantó las elecciones presidenciales en un contexto de hiperinflación y ola de saqueos. El año finalizó con 4 439 171 de toneladas despachadas por las cementeras, un 26 % menos que en 1988.

### Década de 1990

#### Comienzos de la presidencia de Carlos Menem
Amalita Lacroze conoció al gobernador Carlos Menem en 1987 durante una reunión a instancias de su hermano Eduardo. Luego de la misma, lo definió como «un personaje con estilo» y como «un caudillo moderno». Ambos forjaron una sólida amistad y Lacroze comenzó sus funciones diplomáticas antes de que asumiera la presidencia. Tres semanas antes de su elección en 1989, la empresaria estuvo presente en el Consejo de las Américas para transmitir el futuro proyecto de Menem. Durante los inicios de su gestión el ámbito comercial fue estable, a tal punto que Lacroze manifestó a la revista Mercado tener una buena relación con sus adversarios y competidores empresariales. Su apoyo al oficialismo se vio inalterable durante la mayor parte de su presidencia, excepto cuando criticó al gobernador Antonio Cafiero en 1990 por fijar un impuesto inmobiliario de emergencia en Buenos Aires. El ministro de Economía Jorge Remes Lenicov manifestó en esa ocasión que «si Lacroze no paga el gravamen en término, deberá hacerlo con multa como cualquier otro contribuyente».

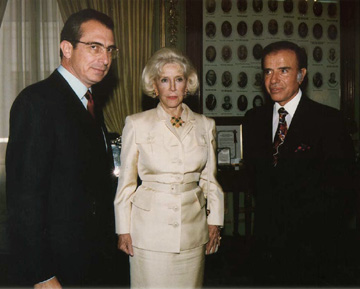
Ernesto Zedillo, Lacroze de Fortabat y Carlos Menem en noviembre de 1996.

Lacroze poseía antecedentes de reticencias impositivas, los cuales fueron revelados en 1989 cuando el diario Sur publicó que la empresaria había pedido acogerse a un plan de facilidades para pagar impuestos que adeudaba a la ciudad de Buenos Aires desde 1985 equivalentes a 638 australes y que se convirtieron en 400 000 debido a la inflación. En 1991, surgió una nueva controversia cuando el gobierno de Catamarca fue intervenido y Luis Prol, junto a su ministro de Hacienda, Mario Mathieu, revelaron que la planta de Loma Negra en El Alto continuaba tributando de acuerdo a lo estipulado por el decreto caducado de promoción industrial de la dictadura militar.
En 1992, su producto Plasticor se consolidó definitivamente como material de cemento para albañilería y reemplazó a la mezcla de cal y cemento con resultados muy superiores. Al mismo tiempo, adquirió el paquete accionario de Cemento San Martín con sus plantas en Sierras Bayas y otra de molienda en Paraná. En noviembre de ese año, recibió en su domicilio al duque de Edimburgo y en diciembre, al presidente soviético Mijaíl Gorbachov. Posteriormente asistió a la firma del Plan Brady, con el fin de reestructurar la deuda externa contraída por los países en desarrollo con bancos comerciales según los compromisos con el Fondo Monetario Internacional.

#### Ferrocarril Roca yLa Prensa
Luego de ser designada presidenta del Fondo Nacional de las Artes por el presidente Menem, en 1993 adquirió el 65 % del servicio de cargas del Ferrocarril Roca junto a Acindar, el Banco Francés y accionistas menores. El porcentaje incluía 3343 kilómetros de vías que atraviesan Neuquén, Río Negro y el centro-sur de la provincia de Buenos Aires hasta llegar a Capital Federal, sumado a sesenta y cinco locomotoras, más de cuatro mil vagones y un millar de empleados. Lacroze propuso una inversión de 117 millones de dólares en los primeros quince años —la adjudicación era por treinta— y el pago de un canon de 47 millones de dólares. La adquisición de Ferrocarril Roca le permitía facilitar el traslado de cemento producido en su empresa por gran parte de la Argentina.
En una entrevista concedida a la revista Noticias explicitó su adhesión al proyecto menemista y reconoció que prefería un ministerio de Acción Social si llegaba a formar parte del gabinete. Por aquel momento decidió incursionar en el negocio de los medios de comunicación y adquirió el 51 % de las acciones de La Prensa, el periódico más antiguo de la ciudad, compartiendo el directorio con Esteban Reynal y Carlos Agote. Invirtió veinte millones de dólares que lograron acrecentar el personal de redacción de 40 personas a más de 120 para 1993. A la muerte del boxeador Carlos Monzón en enero de 1995, consideró que el diario había dedicado demasiadas páginas al hecho, por lo que en una reunión discutió con su director, Marcos Cytrynblum, al que le espetó: «¿Cómo se le ocurre dedicarle diez páginas a la muerte de Monzón? A ver, dígame entonces, cuando me muera, ¿cuántas páginas van a publicar en La Prensa?». Finalmente, el periódico destinó cuatro páginas con ocasión de la muerte de Lacroze en 2012. Además de la radio LU82 de Olavarría, había sumado la histórica Radio El Mundo y su FM, Radio Horizonte.
En 1994, ante la escasez de papel y la dependencia de Papel Prensa —el monopolio compartido por Clarín, La Nación y el Estado—, Lacroze estuvo a punto de comprar la fábrica Papel del Tucumán. Sin embargo, la operación se malogró y al año siguiente decidió vender el diario, luego de que los gastos excesivos —una tirada de 46 000 ejemplares diarios y una pérdida aproximada de 600 000 pesos mensuales— motivaran su abandono como directora del diario. Había tomado la decisión estratégica de no diversificar demasiado los negocios: fue propietaria de Ecocemento, la productora de hormigón Lomax, la recicladora de basura Recycomb, Estancias Unidas del Sur y de su fundación, que mantuvo con donaciones de instituciones sociales y ONG.
En enero de 1995, Lacroze se refirió al empresario Arnaldo Martinenghi en la revista Noticias señalando que «no es un personaje para estar en la página de un diario, no me molesta que salga en el mío [La Prensa], pero le dieron mucha importancia: una hoja entera, con fotos, disfrazado de yin». Con respecto a la pérdida de gran parte de su fortuna, expresó: «Él hizo fortunas con el gobierno de Menem y si dice que perdió cien millones, entonces es porque debe haber ganado doscientos». Martinenghi, al enterarse de sus dichos, inició una causa judicial por injurias contra Lacroze que llegó a un acuerdo extrajudicial luego de un breve tiempo. El empresario falleció en septiembre de 2001 en medio de la crisis económica nacional.

#### Progreso económico
La producción de cemento se acrecentaba anualmente desde 1991, con 5 050 553 toneladas en 1992, 5 647 437 en 1993 y 6 305 974 en 1994. No obstante, Lacroze se manifestó «ligeramente preocupada» en 1994 a causa de las consecuencias de la crisis económica de México «no solo por nuestras empresas, sino por la posibilidad de que el mercado cambie. Imagínese si la polaridad del dólar salta a 1,20». La autopista Buenos Aires-La Plata, un proyecto iniciado en la década de 1980 con Loma Negra, fue inaugurada ese mismo año.
Lacroze financió parte de la campaña presidencial por la reelección de Menem en 1995, aunque dijo preferir como vicepresidente a Palito Ortega en lugar de Carlos Ruckauf. Durante el segundo gobierno de Menem, Lacroze asistió a variadas celebraciones y actos oficiales, como cuando el presidente presentó dos iniciativas para castigar el enriquecimiento ilícito y reformar el Código Penal en el Salón Blanco de la Casa Rosada en 1996.

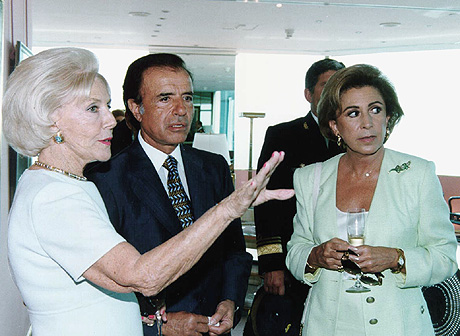
Lacroze de Fortabat, el presidente Carlos Menem y María Julia Alsogaray en la inauguración de la nueva fábrica para reciclado de combustible de desecho industrial, Recycomb S.A., mayo de 1997.

En 1997, Loma Negra se asoció con la distribuidora de gas italiana Camuzzi S.A. y ambas realizaron una inversión conjunta para adquirir Eseba, una distribuidora de energía eléctrica en la provincia de Buenos Aires. Asociada paralelamente con Chase Manhattan Bank y Philip Environmental, presentó la compañía de servicios ambientales Recycomb en Uribelarrea para procesar residuos de diversa procedencia y transformarlos en un combustible alternativo para los hornos de cemento. En julio de ese año surgió un conflicto cuando uno de los sobrinos de Carlos Menem, en un intento por defender a su tío de un informe periodístico sobre Anillaco, donde se había construido una pista de aterrizaje de grandes proporciones, manifestó públicamente: «Fue un regalo de empresarios que prefieren mantenerse anónimos. Amalita Fortabat, por ejemplo, donó todo el cemento». Se inició una causa judicial y el juez federal Adolfo Bagnasco la citó a declarar junto a una veintena de empresarios-benefactores y el gobernador de La Rioja, Ángel Maza.
Durante los años de 1990, la empresaria se enfocó en tareas vinculadas al arte y la cultura. Por esa época creó la Fundación Teatro Colón y fue designada presidenta honoraria de la Fundación del Teatro Municipal General San Martín, miembro del Directorio del Metropolitan Museum of Art de Nueva York y benefactora del Museo Nacional de Bellas Artes, del Museo Nacional de Arte Decorativo, del Mozarteum Argentino y del Museo de Arte Moderno de Buenos Aires. En 1997, el gobierno nacional aprobó por decreto n.º 437/97 el proyecto firmemente impulsado por Lacroze de declarar Lugar Histórico Nacional a la Avenida de Mayo.
En 1999 la revista estadounidense Forbes la etiquetó como la tercera persona más rica de la Argentina, solamente precedida por Gregorio Pérez Companc y Roberto Rocca, y la 490.º a nivel mundial, con una fortuna calculada en 1800 millones de dólares.
Además de colaborar activamente mediante su fundación, Lacroze llevó a cabo donaciones de forma personal. En su rol de presidente de la Fundación de la Policía Federal Argentina aportó dinero suficiente para dotar a la fuerza de sus primeros chalecos antibalas. Por otro lado, en 2000, quedó impresionada al leer un artículo periodístico acerca de la historia de Hyre Jasharaj, una joven albanesa de 14 años que había perdido un brazo por la explosión de una mina, y Lacroze decidió financiar su cirugía personalmente. «Cuando leí el artículo me puse a llorar», contó. Tras contactarse con el Programa Mundial de Alimentación de las Organización de las Naciones Unidas, realizó la mayor donación privada de la historia de ese organismo —500 000 dólares— destinada a los refugiados kosovares. En otra ocasión decidió ayudar a una adolescente de quince años llamada Daniela González, que cursaba una licenciatura en Química a pesar de su baja calidad de vida. La empresaria le donó prendas de ropa y le financió personalmente una nueva vivienda de tres plantas en Castelar y parte de su educación terciaria, además de mantenerse al tanto de sus necesidades y avances.

#### Cartelización y fijación de precios
Loma Negra llevó a cabo durante dos décadas acuerdos ilegales de precios y distribución del mercado junto con las firmas Juan Minetti, Cemento Avellaneda, Petroquímica Comodoro Rivadavia, Cemento San Martín y la Asociación Fabricantes de Cemento Portland. Desde 1981, las firmas comenzaron a fijar precios por encima de los que hubieran surgido de una libre competencia, a establecer los niveles de producción correspondientes a cada firma y a acordar los precios para las licitaciones de obra pública, garantizando de ese modo que una compañía fuera la principal beneficiaria.

Hasta la época de la guerra de Malvinas la comisión directiva de la Asociación de Fabricantes de Cemento Portland manejó de manera muy reservada el reparto del mercado entre las empresas, pero la situación por la que atravesaba el país era muy preocupante y había que agudizar al máximo el ingenio. La solución fue comercial. Se estableció que los gerentes de ventas se reunieran en forma periódica para poder tomar soluciones concertadas rápidas también en cuanto a los precios. De esta manera quedó conformada la Mesa de Acuerdos, lo que aún es llamado en forma íntima el Club o Clubcito, dado su escaso número de integrantes. Todo se arreglaba en ese Club, y luego se coronaba el encuentro con un importante almuerzo o cena, bien regado por supuesto.
Luis Jorge Capurro, representante de Loma Negra, 1999

En la distribución de las cuotas de mercado, a Loma Negra le correspondió el 48,38 %, mientras que Cemento San Martín recibió el 12,34 %; Corcemar, el 14,64 %; Juan Minetti, el 10,62 %; Cemento Avellaneda, el 10,98 %; y el resto se fragmentó entre dos compañías pequeñas, Petroquímica y Sandrín. El diario Página/12 publicó que «las empresas intercambiaban información mensualmente y de acuerdo con los desvíos de producción, se decidía que debían frenar o acelerar». Los acuerdos de precios confidenciales según la zona —prohibidos por la Ley de Defensa de la Competencia— y la distribución del mercado por cuotas perjudicaban a los consumidores y al Estado, ya que debían pagar sobreprecios. Los acuerdos fueron revelados en 1999 al mismo tiempo que la Cámara en lo Contencioso Administrativo Federal ordenó investigar a Lacroze por supuesta evasión del IVA por sus honorarios percibidos como presidenta de Loma Negra, con un reclamo que ascendía a 6,8 millones de pesos. La revista Veintidós publicó el hecho en su portada bajo el título «Por qué puede ir presa» y señaló que gran parte de la fortuna de Lacroze provenía de maniobras ilegales. Cinco días después la Comisión Nacional de Defensa de la Competencia inició una investigación a pedido del secretario de Industria, Comercio y Minería, Alieto Guadagni, ante la sospecha de que las cementeras podían «estar incurriendo en una conducta anticompetitiva reprimida por el artículo 1 de la ley nº 22262, al establecer y ejecutar un acuerdo conjunto de fijación de precios del producto y reparto de ese mercado, que tendría potencialidad suficiente para afectar el interés económico general...». Luis Capurro, un ejecutivo de Loma Negra, que había firmado como todos los demás empleados un acuerdo de confidencialidad con Loma Negra comprometiéndose al silencio, relató que la empresa «obtuvo la conformidad de la Mesa de Acuerdos para tener preferencia en el abastecimiento de obras públicas presionando con el déficit de participación que tenían en ese momento. Con este argumento coaccionaron para lograr proveer la obra puente Rosario-Victoria y las rutas de acceso a la ciudad de Córdoba». La prioridad de Loma Negra se debía a su capacidad productiva, su poder de lobby y su conocimiento de la estructura del Estado.
Según el investigador de la UNSaM Alejandro Gaggero: «La cartelización, la práctica ilegal que eliminaba la competencia del mercado, estaba tan institucionalizada que las cementeras contrataban a la consultora Price Waterhouse para auditar los cupos de producción y garantizar el buen funcionamiento del sistema». En 1988, el Wall Street Journal acusó a Lacroze de enriquecerse a costa del Estado, a lo que la empresaria respondió con una carta: «Somos siete las empresas de cemento en la Argentina y competimos siempre una con otra».
En 2005 el Estado sancionó a las empresas y a Loma Negra le correspondió la multa más alta, de 167,2 millones de pesos sucesivamente con Cementos San Martín. Juan Minetti, del grupo suizo Holcim, fue sancionada con 100,1 millones; Cementos Avellaneda, del grupo español Molins, con 34,6 millones; y Petroquímica Comodoro Rivadavia, con 7,3 millones. A Loma Negra también se le exigió pagar más de medio millón de pesos a la Asociación de Fabricantes de Cemento Portland, y la Comisión Nacional de Defensa de la Competencia se expidió en el caso de la denuncia. A la muerte de Lacroze en 2012, las empresas aún no habían abonado y el proceso judicial continuaba vigente.

### Década del 2000

#### Crisis de 2001 y renuncia al Fondo Nacional de las Artes
Lacroze fue la única empresaria presente en la Casa Rosada el 19 de diciembre de 2001, fecha en que presentó su renuncia el presidente Fernando De la Rúa, con quien había mantenido una reunión a causa del grave endeudamiento equivalente a 430 millones de dólares que estaba padeciendo Loma Negra debido al plan de expansión que incluía el establecimiento de una nueva, planta, L'Amalí. Durante los últimos años, los problemas financieros de Loma Negra se habían hecho cada vez más notables aunque nunca fueron públicamente confirmados. En 2002, con el fin de solventar gastos, Lacroze subastó doce cuadros en la sede neoyorquina de la casa de remates Sotheby's. Algunos meses antes, la venta de otras veinte obras de un valor estimado entre 43 y 61 millones de dólares había anticipado problemas económicos dentro de la compañía. Loma Negra buscaba reestructurarse sobre la base de un plan de retiros voluntarios gestionado por el nieto de la empresaria, Alejandro Bengolea, en quien había delegado la mayor parte de sus funciones desde 2000. Sin embargo, Bengolea no pudo disipar los problemas de la empresa; en 2002 renunció como director ejecutivo y fue reemplazado por el vicepresidente Víctor Savanti, quien calificó a las propuestas del anterior como «demasiado imprudentes». En 2001 Lacroze se reunió con el presidente uruguayo Jorge Batlle para emprender un negocio relacionado con la ANCAP, con el objetivo de modernizar plantas. El proceso de incorporación de tecnología y modernización de las plantas culminó en 2001 luego de la inauguración de L'Amalí.
Ese mismo año Lacroze recibió el Gran Premio de Literatura «por su impulso de la lengua y literatura francesa, y por su actividad a favor de la cultura francesa en Argentina y en el desarrollo de la Alianza Francesa en Buenos Aires». Mientras tanto, continuaba con su cargo de presidenta del Fondo Nacional de las Artes, refrendado por segunda vez en 2000. En 1991, un año antes de la designación de Lacroze, la entidad tenía un presupuesto de 2,5 millones de pesos, mientras que en 1999 alcanzó los 6,3 millones. A pesar de la mejora económica del FNA fue criticada por los sectores progresistas del gobierno de la Alianza; según el secretario de Cultura Darío Lopérfido: «Para ellos, Amalita era un símbolo del menemismo. Sin revisar su gestión, querían que se fuera y punto». Por su parte, el crítico Albino Dieguez Videla recordó que una de las mayores preocupaciones de Lacroze por el FNA era fortalecer la imagen pública de la entidad. Durante 2002, limitó los subsidios del FNA para el exterior y fortaleció la ayuda dentro de la Argentina. Poco después, el diario Ámbito Financiero publicó un texto en el que manifestaba «disconformidad por las "innumerables quejas" que el secretario [Rubén] Stella recibía sobre "premios, subsidios, becas y créditos del Fondo", además de que el directorio no se reúne y "hay un vacío de autoridad"». Posteriormente, Lacroze y Stella mantuvieron una reunión donde lo acusó de ser «uno más de los que quieren lo que yo tengo».
La Oficina de Anticorrupción del Ministerio de Justicia, Seguridad y Derechos Humanos denunció penalmente a Lacroze y al directorio del Fondo Nacional de las Artes en febrero de 2003 debido a sospechas de «irregularidades que habrían sido cometidas por funcionarios del FNA en la compra de un inmueble», haciendo referencia a la propiedad de Barrio Parque que había adquirido como nueva sede de la entidad en septiembre de 2001. La denuncia señalaba que la adquisición se había realizado «sin que se haya justificado la necesidad y oportunidad [...], violando diversas normas [...], destinando indebidamente fondos para ello y abonando comisiones superiores a las debidas» y evadiendo la gestión oficial ante la Oficina Nacional de Presupuesto. En 2005, la Justicia finalmente la sobreseyó en la causa.
En diciembre de 2003, el FNA publicó un resumen de la gestión de Lacroze en su totalidad: entre 1992 y 2002, el presupuesto se había sextuplicado y se habían entregado 2378 subsidios, 1424 préstamos, 788 becas nacionales y otras 173 para el exterior. Si bien la gestión de Lacroze vencía en febrero de 2004, el 9 de diciembre de 2003 el diario Clarín publicó que el gobierno de Néstor Kirchner proyectaba cambiar el perfil del FNA. El 12 de diciembre de ese año, el secretario de Cultura Torcuato Di Tella anunció que no renovaría el mandato de la empresaria y aclaró: «Ha cumplido un ciclo». Ese mismo día, Lacroze renunció a su cargo de «forma indeclinable» y durante los días siguientes, también dimitieron diez de los doce integrantes del directorio. El pintor Nicolás García Uriburu envió una carta de lector al diario La Nación en la que manifestó: «Amalita dedicó su vida a ayudar a quien se lo solicitara. Más que pedirle una renuncia, tendríamos que rendirle un homenaje».

#### Problemas financieros y venta de Loma Negra
Para mediados de la década de 2000, Loma Negra continuaba padeciendo una serie de dificultades económicas por la crisis del sector de la construcción agravadas por su deuda con bancos extranjeros, que se había triplicado por la devaluación del 69 % de la moneda local, motivo por el cual debió subastar más de veinte obras de arte durante esos años.
En 2005, a los 84 años, Amalia Lacroze de Fortabat vendió la cementera Loma Negra, de su propiedad, al grupo brasileño Camargo Corrêa por 1025 millones de dólares, aunque el grupo mexicano Cemex y la brasileña Votoramtim también participaron de las negociaciones. De esa forma, Camargo Corrêa se hizo cargo de las nueve unidades fabriles que la compañía poseía en Argentina —Sierras Bayas, Olavarría, Barker, San Juan, Zapala, El Alto, Ramallo, LomaSer y L’Amalí—, además de seis plantas de hormigón, el Ferrocarril General Roca y la filial de la compañía en Montevideo. Tras la venta de Loma Negra, Lacroze forjó un vínculo con el expresidente del Banco Central y luego diputado Alfonso Prat Gay, a quien eligió para administrar el cobro del dinero. Según el diario Tiempo Argentino, Prat Gay giró la totalidad del dinero de la venta de la cementera a cuatro paraísos fiscales.
A pesar de su retiro empresarial, reflotó su colección de cuadros y esculturas de Bellas Artes, y anunció que se dedicaría a encarar proyectos sociales con el objetivo de desarrollar inversiones de un alto contenido comunitario. En mayo de 2005, el presidente Néstor Kirchner dio por finalizada su asignación del rango protocolar de embajadora extraordinaria y plenipotenciaria otorgado por Menem en 1999 y ratificado por De la Rúa en 2000. El canciller Rafael Bielsa explicó que «ya no cumplía con ningún servicio de representación para el país». En el mismo año, el David Rockefeller Center for Latin American Studies de la Universidad de Harvard la distinguió por «su gran visión y por los sólidos lazos» que la empresaria argentina mantuvo entre «esa casa de altos estudios, de prestigio mundial, y nuestro país». Un gesto similar tuvo la Fundación Internacional de Jóvenes Líderes en 2011 cuando le otorgó la mención «Referente de la humanidad». En dicha oportunidad Lacroze manifestó: «Agradezco la consideración y felicito a Leandro Viotto Romano por el compromiso que ha adquirido en pos de la formación y desarrollo de principios de liderazgo en la juventud afianzando los valores éticos y morales en generaciones venideras».

#### Museo Fortabat

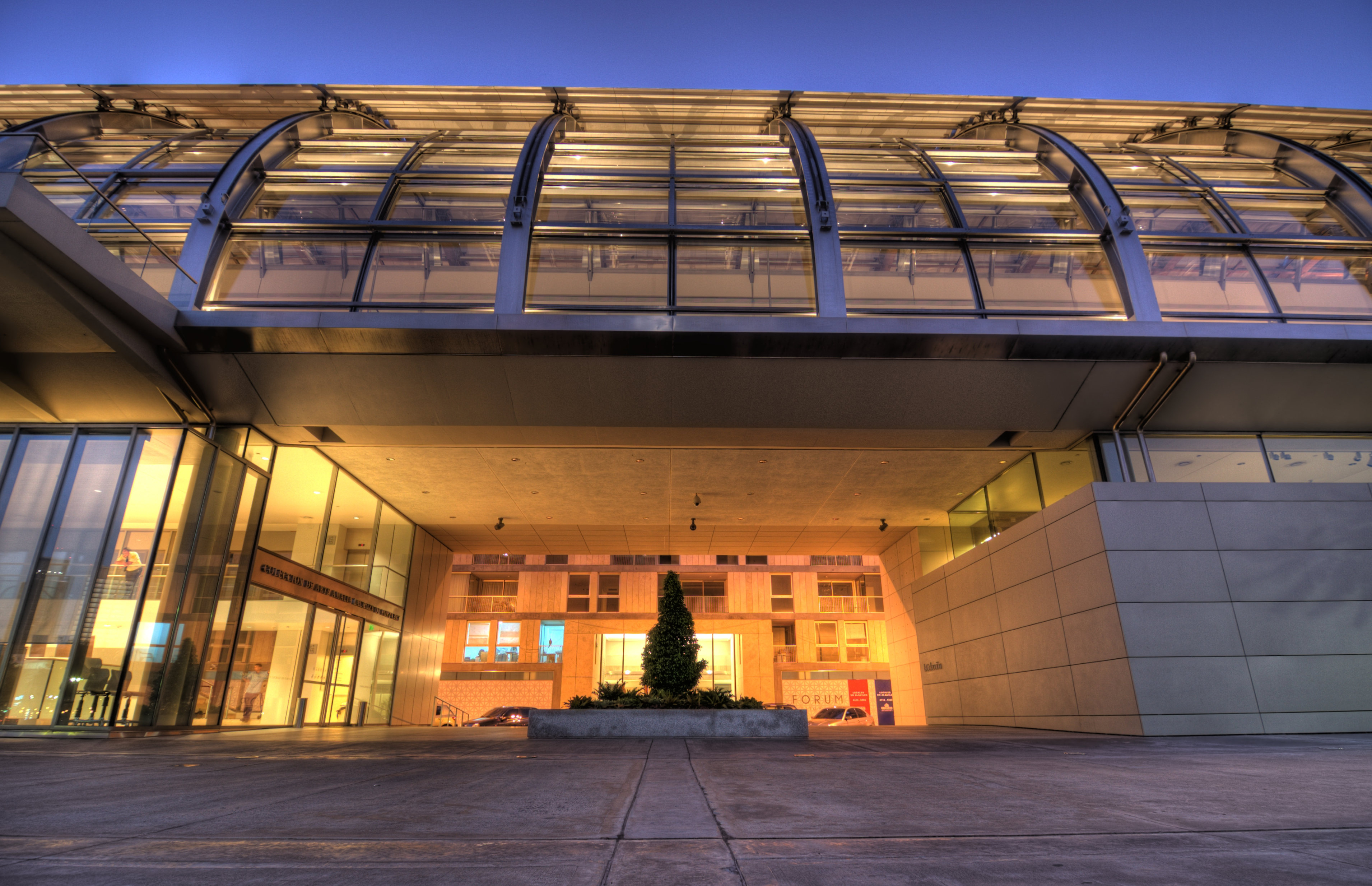
El Museo Fortabat.

El Museo Fortabat, inaugurado en 2008 en el dique 4 de Puerto Madero, alberga aproximadamente cuatrocientas obras de arte que la empresaria poseía como coleccionista. El diseño posmodernista del establecimiento estuvo a cargo del arquitecto uruguayo radicado en Nueva York Rafael Viñoly, autor del Fórum de Tokio. Se halla a 400 metros de la Torre Fortabat, base de operaciones que la empresaria erigió entre las calles Bouchard y Viamonte.
Entre las obras de arte argentino que se exponen figuran cuadros de Emilio Pettoruti, Xul Solar, Roberto Aizenberg, Cesáreo Bernaldo de Quirós, Carlos Alonso, Líbero Badíi, Pérez Celis, Raúl Soldi, Guillermo Roux y Jorge de la Vega. La colección cuenta además con pinturas de Rogelio Polesello, Nicolás García Uriburu, Antonio Berni, Luis Benedit y Ernesto de la Cárcova, y esculturas de Marta Minujín.
El museo posee además diversos objetos y figuras del Antiguo Egipto y una gran variedad de obras de artistas internacionales tales como Salvador Dalí, Pedro Figari, Auguste Rodin, Joseph William Turner, Manolo Valdés, Jorge de la Vega y retratos de Andy Warhol y Alejo Vidal-Quadras.

Un museo es un lugar maravilloso, es la casa donde los hombres atesoran las más preciosas obras de su creación. En los museos vive el espíritu, el talento y la imaginación de los artistas. Recorrer un museo es una experiencia única, fascinante. Por eso, con el deseo de extender a todos la riqueza del arte de nuestro país, he decidido compartir mi colección de arte argentino. Una colección exquisita que habrá de combinarse con obras de artistas extranjeros de este y otros tiempos, que serán presentadas a través de exposiciones rodantes periódicas. Con respecto al edificio proyectado por el arquitecto Rafael Viñoly, se trata, también, de una obra de arte, una construcción cuyo diseño expresa de manera cabal la fuerza del diseño contemporáneo.
Amalia Lacroze de Fortabat

### Deterioro de su salud y fallecimiento
En 1994, fue intervenida quirúrgicamente en dos ocasiones debido a una obstrucción intestinal y el desplazamiento de dos vértebras lumbares. En mayo de 1999, padeció un accidente doméstico y se fracturó su cadera izquierda, por lo que debió ser operada en Buenos Aires. Tiempo después debió ser internada en la Cleveland Clinic en Estados Unidos para una segunda cirugía de cadera.
Tras reponerse de una neumonía y un cuadro agudo de anemia, en marzo de 2000 volvió a padecer fuertes dolores musculares y se acrecentaron una serie de afecciones en su espalda. Su salud declinó notablemente en sus últimos años, lo que la llevó a recluirse casi totalmente bajo equipamiento médico en su departamento de Avenida del Libertador y a trasladarse con serias dificultades con ayuda de un bastón y en algunas ocasiones, silla de ruedas.
En 2008, debió ser internada en el Instituto Fleni de Belgrano como consecuencia de una descompensación cardíaca producida por una trombosis. Tan solo un mes después, en vísperas de la inauguración de su museo, permaneció internada durante unas horas a causa de una molestia respiratoria.
En noviembre de 2010, debió ser nuevamente ingresada durante tres días por molestias respiratorias. En 2011, contrariamente a su costumbre de todos los años, atendió los llamados de su cumpleaños, pero se negó a celebrarlo, alegando problemas de salud. El periodista Chiche Gelblung se comunicó con Lacroze ante los rumores de que ya no era capaz de comunicarse y luego comentó en su programa de televisión que «hablaba perfectamente bien, con su timbre de voz tan personal, con toda claridad». De acuerdo con su biografía, el excombatiente Malvinas y ahijado de guerra Jorge Altieri intentó comunicarse a fines de 2011 con Lacroze para informarle sobre el grave accidente doméstico de Lita de Lázzari, pero el personal doméstico le informó que «la señora no está en condiciones de recibir estas noticias». Al mismo tiempo y por primera vez en su vida, la empresaria se ausentó en la celebración de gala que la Embajada de Francia realizaba cada 14 de julio conmemorando la toma de la Bastilla.
Su 90.º cumpleaños, el 15 de agosto de 2011, fue celebrado de manera privada con apenas treinta invitados. Su biógrafa hizo referencia a los claros signos de demencia senil que presentaba en ese momento: «De tanto en tanto apoyaba una mano en el brazo de su amigo Bartolomé Mitre en busca de ayuda: no podía identificar a algunos de sus invitados. Todos eran íntimos».
Sus problemas de salud se acrecentaron tres meses antes de su muerte, en noviembre de 2011. Un mes después mantuvo su última charla con monseñor Jorge Casaretto. Amalia Lacroze de Fortabat falleció de causas naturales a las 6 UTC-3 del 18 de febrero de 2012 a los noventa años en su domicilio particular del 12.º piso del edificio de Avenida del Libertador al 2900 tras una agonía de treinta días. En el momento de su muerte se hallaba acompañada por su círculo familiar más íntimo. Sus restos fueron velados de manera privada en su vivienda y trasladados luego al mausoleo familiar del cementerio de la Recoleta. Los medios de noticias rápidamente informaron sobre el deceso de la empresaria y diversas personalidades elogiaron su figura y expresaron su pesar por su fallecimiento. El entonces diputado Alfonso Prat Gay fue designado por la familia como albacea de la fortuna de la empresaria.
El 12 de febrero, apenas seis días antes de su deceso, se había iniciado en Tandil un juicio por crímenes de lesa humanidad donde se trataba la causa por la desaparición y muerte del abogado Carlos Moreno, causa en la cual Lacroze estaba involucrada.

## Coleccionismo
En 1979, Antonio Berni retrató a los nietos de Lacroze, Alejandro, Bárbara y Amalia. Según la empresaria, las obras eran un obsequio de Berni en agradecimiento al apoyo recibido en 1978 durante la refacción de los murales de Galerías Pacífico. La pareja de Berni, Silvina Victoria, recordó en una biografía que «al final hubo una reunión en la que también participó Amalita Fortabat, que aportó todo el capital para los andamios y los ayudantes». También manifestó que Lacroze aceptó financiar la reconstrucción de los murales a cambio de los retratos: 

Cuando volví [de llevarlos], me dice Antonio: "Quiero creer que le has cobrado bien los cuadros, ¿no?"... ¡Cómo le íbamos a cobrar! Ninguno de los dos supo nunca la historia: Antonio creía que le había vendido muy bien los retratos y Amalita estaba orgullosa porque pensaba que había sido un gesto de él, sincero. Y si había algo que Antonio no hacía, era regalarte absolutamente nada de su trabajo.

Cuando decidió abrir su museo en 2008, Lacroze halló inconvenientes debido a que el Estado le exigía papeles que demostraran que esos retratos le pertenecían para que el edificio pudiera albergarlos. Poco después declaró: «Como eran un regalo y no tenía factura, casi no los puedo colgar».
El 29 de mayo de 1980, Lacroze pagó siete millones de dólares por la obra veneciana Julieta y su niñera, de Joseph Mallord William Turner, en la sede neoyorquina de la casa de remates Sotheby's. La obra había sido puesta en subasta por la mecenas Flora Payne Whitney y la cifra que alcanzó significó un récord, ya que nadie nunca antes había invertido esa suma de dinero por una obra de arte. Si bien la empresaria no declaró inicialmente haber comprado Julieta y su niñera, la noticia fue parte de la opinión pública durante tres semanas y apareció en la portada de The New York Times el 30 de mayo siguiente bajo el título «Una sudamericana batió el récord histórico de pintura». Actualmente, la obra se halla en el Museo Fortabat de Puerto Madero. Una reseña de la Fundación Fortabat publicó que entre 1986 y 1991 ejecutó una inversión de 21 026 323 dólares en filantropía.
Antes de esa compra había adquirido dos de las diez obras rematadas por Henry Ford II, La Plage au Pouldu, de Paul Gauguin, por 2 900 000 dólares y Le Jardin Public, de Vincent Van Gogh, por 1 900 000 dólares. En diciembre de 1981, ganó la subasta de El pago del diezmo en Belén, de Pieter Brueghel el Viejo, en Londres.
Entre 1980 y 1983, Andy Warhol le efectuó una serie de retratos pop similares a los realizados a Elizabeth Taylor, Marilyn Monroe y Mao Tse Tung. El costo del retrato inicial fue de 25 000 dólares, mientras que los adicionales se cotizaron en 5000 dólares por encargo. Hasta ese momento Lacroze solo había sido retratada en dos oportunidades, una en 1946 y otra en 1962, por el artista catalán Alejo Vidal-Quadras. Pat Hackett, amiga de Warhol, declaró que el retratado debía posar mientras él tomaba aproximadamente sesenta fotos polaroid de las cuales se elegían cuatro para ser trasladadas a acetato por un impresor de serigrafías. A los ochenta y siete años, Lacroze declaró: «Creo que [Warhol] estaba enamorado de mí».

## Legado
La influencia de Lacroze sobre diversos ámbitos como el arte, el empresariado, la política local y la beneficencia ha sido muy valorada. Su mayor desempeño social se vio reflejado en la fundación que lleva su nombre, fundada en 1976 y galardonada en 1988 con el premio Konex de Brillante, cuyo principal fin fue impulsar proyectos de carácter filantrópico, social, científico, cultural, educacional y deportivo, además de otorgar reconocimientos relacionados con la literatura, la pintura y las artes visuales. Por medio de su fundación o personalmente, colaboró en forma activa —incluso después de su retiro del ámbito empresarial— con centros culturales, institutos educativos, comedores, asilos y hospitales.[cita requerida] También apoyó a excombatientes de la Guerra de las Malvinas —de hecho, fue «madrina de guerra» del soldado Jorge Alberto Altieri— y a individuos desfavorecidos y damnificados por tragedias naturales. La Escuela Media 3 de Loma Negra, construida por Lacroze, lleva su nombre.
Impulsó el arte argentino como coleccionista y filántropa, y fue pionera en acercar obras de arte extranjeras a la Argentina. Su colección privada, inaugurada en 2008 en el Museo Fortabat, alberga más de 200 obras de artistas como Antonio Berni, Carlos Alonso, Andy Warhol, Salvador Dalí, Auguste Rodin, Prilidiano Pueyrredón, Raquel Forner, Fernando Fader, Juan Lescano, Raúl Soldi, Pérez Celis y Guillermo Roux. Su interés por el patrimonio cultural nacional la llevó a adquirir la vivienda racionalista y vanguardista de la escritora Victoria Ocampo como sede del FNA.
Diversas personalidades de distintos ámbitos tuvieron elogios para con Amalia Lacroze de Fortabat. Franco Macri dijo que era «muy argentina, muy sensible y ha hecho muchas cosas desde la empresa, el arte y la ciencia. Es una gran persona... Ella se impuso por su conocimiento, su carácter, y la buena comprensión y solución de los problemas». Por su parte, la artista plástica Marta Minujín la definió como una «mujer muy destacada» que «impulsó la idea de traer obras a la Argentina. Era muy caprichosa en el sentido de que si quería ver la obra de alguien la traía». Entre los sindicalistas, el jefe del gremio minero AOMA, Héctor Laplace, dijo que «nos sacamos el sombrero con este tipo de empresarios argentinos que invirtieron en Argentina y nos dieron todas las chances a los lugareños y a los argentinos en general». El presidente de la UIA, José Ignacio de Mendiguren, señaló que fue la «continuadora de su marido y estuvo al mando de sus empresas mucho tiempo, porque mostró capacidad y ambición para conducir el grupo», mientras que Carlos Wagner, presidente de la CAC, la calificó como una «personalidad muy importante» que «durante los años que estuvo al frente de la empresa no dejó de crecer y de abastecer al mercado como corresponde. Era una persona con capacidades empresariales innatas muy importantes, por algo tantos años llevó la compañía para adelante, una empresa de esa magnitud».
Nunca pasó desapercibida. Sus condiciones empresariales levantaron elogios y críticas. Contribuyó en la toma de decisiones relacionadas con la inversión externa en Argentina y en la divulgación de causas nacionales entre empresarios mundiales, tarea que fue destacada por sus pares. En contraposición, fue señalada por participar en el tramado de la obra pública argentina, realizado acuerdos ilegales de precios, y haber integrado la denominada «oligarquía diversificada», un conjunto de grupos empresarios locales y extranjeros que distribuyeron sus intereses favoreciendo el proceso de valorización financiera por sobre la inversión productiva. Se la acusó judicialmente por haberse enriquecido con la obra pública durante la última dictadura militar y fue investigada por supuesta instigación en el asesinato del abogado Carlos Moreno, en 1977.
Como directora de Loma Negra durante casi treinta años, triplicó el patrimonio de la compañía y fue declarada la mujer más rica de la Argentina por la revista Forbes, con una fortuna calculada en 1800 millones de dólares. En 2011, la revista América Economía la ubicó en el 48.º puesto del ranking de los empresarios más ricos de América Latina, con un patrimonio calculado en 902 millones de dólares.
En 2013, en conmemoración al primer año de su deceso, la editorial Sudamericana publicó su biografía bajo el título Amalita, escrita por Marina Abiuso y Soledad Vallejos.